# Leontius
Leontius est un évêque de Lyon du milieu du VIe siècle.

## Famille
Selon Christian Settipani, il probablement le fils de Rustique de Lyon, et le frère de son successeur Sacerdos.

## Biographie
Leontius n'est attesté par aucune source contemporaine et n'est connu que par les listes d'évêques établies au Moyen âge. Il vit à une époque difficile pour l'épiscopat lyonnais, alors allié aux Burgondes qui sont vaincus à cette époque par les Francs. Se situant après Loup attesté au concile d'Orléans de 538, il n'est pas présent à celui de 541. Lui succède Sacerdos.